# مصابيح العمليات الجراحية

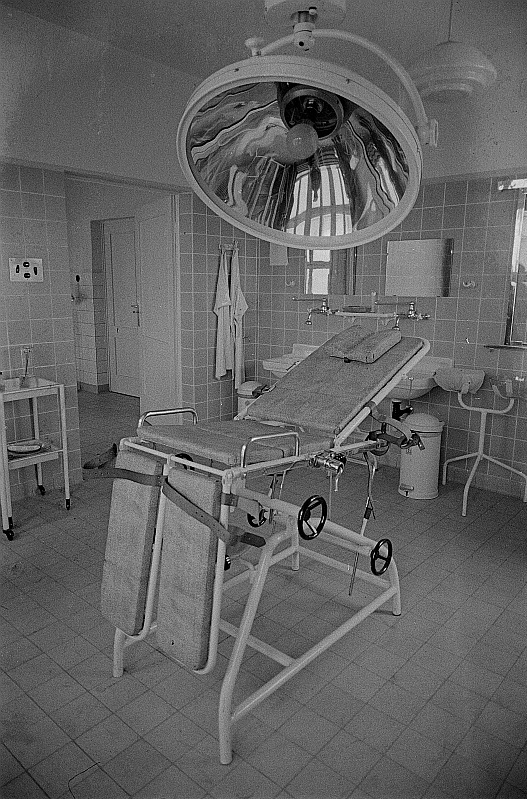
مصباح Scialytic من خمسينيات القرن الماضي.

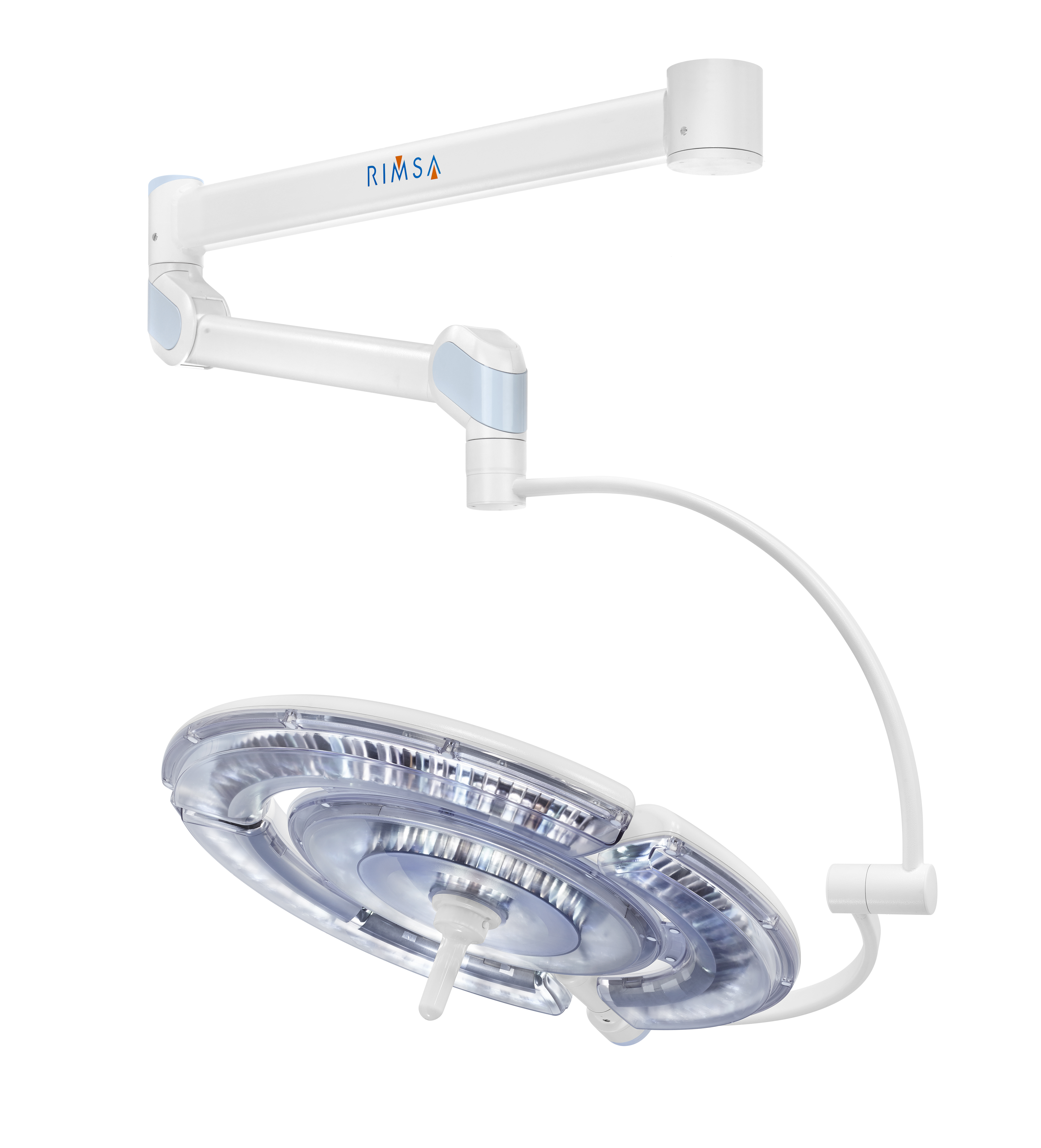
مصباح Scialytic العصري : المصباح الوحيد بلا وهج، والوهج هو الإحساس بالعمى عند رؤية أي مصدر للضوء.

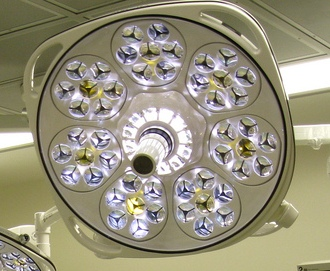
مصباح في غرفة العمليات

مصابيح غرف العمليات- وقد يطلق عليها اسم operating light أو surgical lighthead - وهي من الأجهزة الطبية التي تساعد الطاقم الطبي خلال العمليات الجراحية من خلال اضاءة مناطق داخلية أو تجويفات داخل جسم المريض.
مجموعة المصابيح في غرفة العمليات الجراحية يشار إليها غالبًا بنظام الاضاءة الجراحية.

## تاريخ
في منتصف القرن التاسع عشر ١٨٥٠م، تُبنى غرف العمليات الجراحية بالإتجاه الجنوبي الشرقي بفتحات في الأسقف للإستفادة من ضوء الشمس الطبيعي بقدر الإمكان ولكن الإعتماد على مصدر يتغير بتغير الجو يعد مشكلة كبرى وبذلك قد تُجرى العملية او تؤجل وفقًا لذلك.
علاوة على ذلك، فإن المعدات أو الطاقم الطبي قد يحجبوا الضوء خلال العملية، في حين أن استخدام المرايا الأربع المعلقة في زوايا الغرف الطبية لعكس ضوء الشمس بإتجاه طاولة العمليات قد حسن قليلًا من هذه المشكلة.
وقد أُجريت محاولات عدة لتسخير العدسات المجهرية optical condenser لضوء غير مباشر لتساعد في خفض الحرارة ولكنها باءت بالفشل.
ومع دخول المصابيح الكهربائية في غرف العمليات في ثمانينات القرن التاسع عشر قد صحب ببعض المشاكل، ففي بداية التكنولوجيا الكهربائية يعد التحكم في نشر الاضاءة ضعيف ويصدر كمية كبيرة من الإشعاعات الحرارية heat radiation. وبعد ذلك أخيرا ظهر ثنائي باعث الضوء Light-emitting diodes كمصدر للضوء ليحل مشاكل الإشعاع الحراري ويقلل متطلبات الطاقة.

## مصطلحات ومقاييس
وحدة لكس أو الشمعة العيارية Lux
وحدة قياس الضوء المرئي الساقط في نقطة معينة ويقاس بواسطة جهاز luxmeter.
مركزية الإضاءة (Ec)
تقاس الإضاءة بوحدة لكس Lux بمسافة متر واحد عن السطح الباعث للضوء في مركز مجال الضوء .
مركز مجال الضوء
نقطة في مجال الضوء (منطقة مضاءة) حيث تصل الإضاءة إلى أقصى حد من وحدة لكس Lux، حيث إنها النقطة المرجعية لمعظم القياسات.
عمق الإضاءة
هو مسافة ٢٠٪ من بين نقطتي شدة الإضاءة فوق وتحت نقطة المركز. من نقطة الحد الأعلى للإضاءة وهي مركز مجال الضوء على بعد متر واحد من السطح الباعث للضوء ، يوجه مقياس الضوء باتجاه الضوء حتى تنخفض قوة الضوء حتى ٢٠٪ من القيمة القصوى. تعرف المسافة بين المركز وهذه النقطة على أنها L1 والمسافة المقاسة بالمثل في الاتجاه البعيد عن الضوء هي L2. عمق الإضاءة هو مجموع مسافتين L1 و L2. في الإصدار الثاني من معيار IEC الذي تم نشره في عام 2009 ، تمت مراجعة قيمة الحد من 20٪ إلى 60٪.
تقليل الظل
قدرة المصباح على تقليل اثر أي عوائق.
قطر مجال الضوء (D10)
قطر مجال الضوء حول مركز مجال الضوء وينتهي عندما تصل الإضاءة إلى ١٠٪ من مركزية الاضاءة (Ec)، وهي قيمة متوسط أربعة أقسام عرضية مختلفة من خلال مركز مجال الضوء.
D50
قطر مجال الضوء حول مركز مجال الضوء وينتهي عندما تصل الإضاءة إلى ٥٠٪ من مركزية الاضاءة (Ec). وهي قيمة متوسط أربعة أقسام عرضية مختلفة من خلال مركز مجال الضوء

## معايير ومتطلبات المصابيح في الغرف الجراحية
أنشأت اللجنة الكهروتقنية الدولية (IEC) الوثيقة IEC 60601-2-41 في سنة 2009 والتي تحتوي على شروط ومعايير محددة لقواعد السلامة الأساسية والأداء للمصابيح الجراحية والتشخيصية، لوضع القواعد والمبادئ التوجيهية لمواصفات وخصائص المصابيح للإستخدامات الجراحية والفحوصات ومن أجل تأمين سلامة المريض وتقليل المخاطر عند الإستخدام وفقًا لدليل المستخدم. فيما يلي بعض معايير والشروط :
- ضوء موحد: يجب ان يوفر المصباح اضاءة مناسبة على كل من الأسطح المنبسطة او الضيقة او العميقة كالفجوات او التجاويف بالرغم من وجود عوائق مثل رؤوس الجراحين أو أيديهم.
- لكس Lux : يجب أن تتراوح الإضاءة المركزية ما بين 160.000 و 40.000 لكس .
- قطر مجال الضوء : يجب أن يكون قطر D50 ٥٠٪ على الأقل أقل من D10.
- مقياس التجسيد اللوني : لهدف تمييز لون الأنسجة الحقيقي في التجاويف فيجب أن يكون مؤشر تجسيد اللون (Ra) ما بين 85 و 100.
- مولد طاقة كهربائي احتياطي : في حالة انقطاع التيار الكهربائي ، يجب استعادة الإضاءة خلال 5 ثوانٍ بنسبة ٥٠٪ على الأقل من شدة وحدة لكس Lux السابقة ، وليس أقل من 40000 لكس. وفي غضون 40 ثانية يجب استعادة الضوء كما كان.
- الإفادة : ينص مستند IEC ما يجب إبلاغه للمستخدم. على سبيل المثال ، يجب الإبلاغ عن الجهد واستهلاك الطاقة على قابس المصباح او حتى رأس المصباح فيجب الالتزام فيما يلي بتعليمات الاستخدام.
  - تنظيف وتعقيم المصباح المستخدم في الغرف الجراحية.
  - الجوانب المتعلقة بالسلامة للمرشح الضوئي
  - الإضاءة المركزية
  - قطر مجال الضوء
  - عمق الإضاءة
  - تقليل الظل
  - ترابط درجة الحرارة اللونية [2] ومؤشر تجسيد اللون
  - مجموع الإشعاع الكلي
  - التنظيف والتعقيم
  - صيانة المصباح في حالة العطل
  - احترام قواعد النظافة والتعقيم